# Echinogorgia lami
Echinogorgia lami is een zachte koraalsoort uit de familie Plexauridae. De koraalsoort komt uit het geslacht Echinogorgia. Echinogorgia lami werd in 1940 voor het eerst wetenschappelijk beschreven door Stiasny. 